# Ján Timko
Pplk. Ján Timko (30. prosince 1918 Poproč – 13. března 1944 Biskajský záliv) byl československým palubním radiotelegrafistou 311. československé bombardovací perutě RAF a obětí druhé světové války.

## Život

### Před druhou světovou válkou
Ján Timko se narodil 30. prosince 1918 v Poproči u slovenského Medzevu, kterou v roce 1938 po první vídeňské arbitráži získalo Maďarsko. 

### Druhá světová válka
Ján Timko měl v roce 1940 nastoupit do maďarské armády, ale zřejmě se tak nikdy nestalo. V lednu 1940 uprchl přes Jugoslávii, Řecko, Turecko a Sýrii do Francie, kde se v Agde v březnu téhož roku přihlásil do československé zahraniční armády. Byl zařazen do telegrafní roty, radiotelegrafický kurz absolvoval v Montpellier. Po pádu Francie odplul do Velké Británie, kam dorazil 26. června 1940. Dne 17. srpna téhož roku byl zařazen k letectvu a mezi zářím a prosincem absolvoval spojařský kurz v Yatesbury. V únoru 1941 dokončil ještě zdokonalovací kurz, absolvoval i výcvik palubního střelce. V březnu 1941 byl zařazen k 311. československé bombardovací peruti RAF v Honingtonu. Prvního operačního letu se zúčastnil 1. června 1941 a byl jím nálet na přístav Cherbourg, následně absolvoval dalších třicet letů. Mezi zářím 1941 a lednem 1942 byl přeřazen ke 138. peruti RAF provádějící zvláštní úkoly pro britskou službu Special Operations Executive. Zúčastnil se dvou letů, z nichž jeden směřoval nad Protektorát Čechy a Morava. Po návratu k 311. peruti dokončil v dubnu 1942 operační turnus. Pokusil se o pilotní výcvik, ale z důvodů problémů se závratí jej nedokončil. V říjnu 1943 nastoupil druhý turnus u 311. perutě, která mezitím přešla pod Coastal Command a prováděla protiponorkové lety, Ján Timko čtyři úspěšně absolvoval. Dne 13. dubna 1944 ráno coby člen posádky stroje Consolidated B-24 Liberator BZ 995 (J) pod velením Otakara Žanty odstartoval ke svému poslednímu letu, kterým bylo rutinní hlídkování nad Biskajským zálivem. Stroj se z mise nevrátil, příčina jeho zmizení nebyla nikdy objasněna. Celá posádka byla prohlášena za pohřešovanou, moře nevyplavilo ani jedno z těl.

## Ocenění

### Vyznamenání
- 3x Československý válečný kříž 1939
- Československá medaile Za chrabrost před nepřítelem
- 1st Good Conduct Badge

### Posmrtná ocenění
- Ján Timko byl v roce 1947 in memoriam povýšen do hodnosti nadporučíka a v roce 1991 na podplukovníka